# Love Muzik
Pour l’article homonyme, voir LoveMusik.
Albums de Camille Bazbaz
A Bang
(2011)
Love Muzik est le septième album de Camille Bazbaz, sorti en 2013.

## Liste des morceaux
| No  | Titre         | Durée |
| --- | ------------- | ----- |
| 1.  | Bas filés     | 2:46  |
| 2.  | Love Burger   | 3:00  |
| 3.  | Poubelles     | 3:24  |
| 4.  | Si j'avais su | 3:12  |
| 5.  | Maudit        | 3:40  |
| 6.  | L'Aimant      | 3:24  |
| 7.  | Miaou-miaou   | 3:04  |
| 8.  | Argile        | 3:37  |
| 9.  | Libellule     | 2:16  |
| 10. | Tout est dit  | 2:36  |
| 11. | Organe        | 3:03  |

## Musiciens
- Olivier Ferrarin : batterie
- Stéphane Benguigui : basse
- Daniel Marsala et Éric Starczan : guitares
- Matthieu Chedid : guitares et batterie sur Argile
- Jérome Perez : guitare sur Tout est dit
- David Hadjadj : trombone et arrangements sur Tout est dit
- Vincent Perrot : basse sur L'Aimant
- Nathalie Loriot : chœurs
- Fabrice Colombani : percussions
- Franck Hedin : tubullars
- Nadia Perez : murmures sur Si j'avais su